# ザ・ピペッツ

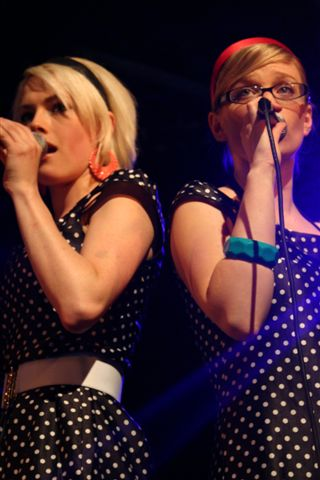
グウェノー（左）とライオットベッキ（2006年）

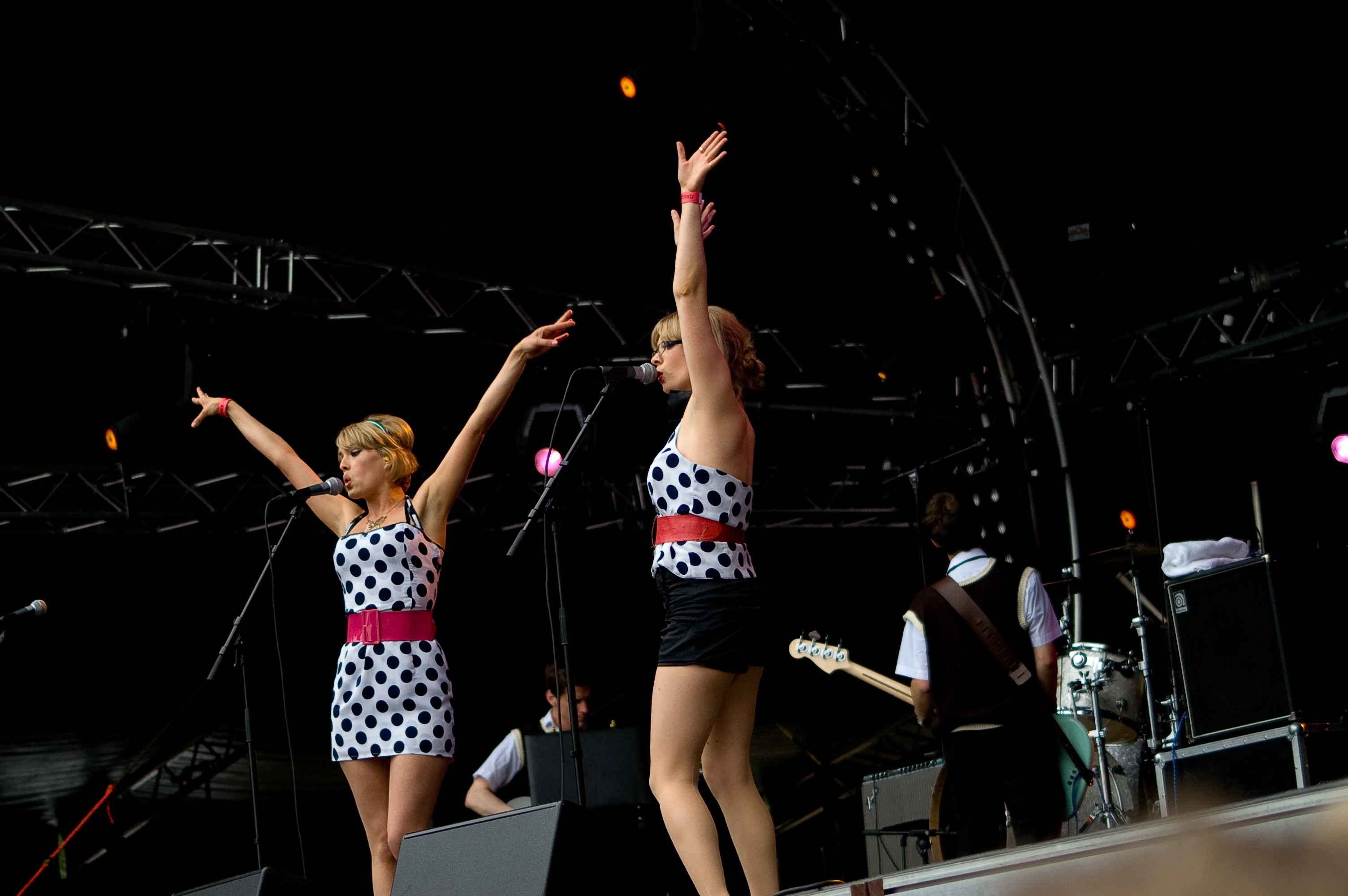
ザ・ピペッツ（2007年）

ザ・ピペッツ（The Pipettes）は、イギリス（イングランド・ブライトン）のインディーズ・バンドの一つ。2003年結成。レトロ風味のガールズ・ポップ・バンドであり、音楽的にはシャングリラスやロネッツといった1960年代のガールズポップスの影響が大きい。

## 略歴
2003年中期、プロモーターでギタリストのモンスター・ボビーによって結成された。コンセプトは、伝統的なフィル・スペクターのポップサウンドを復活させ、なおかつそこに現代的なひねりを加えるというもの。これはボビーがDJ時代に1960年代のガールグループソングをかけた時に受けがいいことから得た着想だった（）。ボビーは、ヒットソング創作手引書『ザ・マニュアル』（KLFのメンバーであるビル・ドラモンドとジミー・コーティの共著）に霊感を受けたジュリア・クラーク＝ロウズ（歌手で詩人で写真家でもある）と手を結び、地元のミュージックシーンから友人をスカウトした。このバンドは「人造ポップの実験」と呼ばれているが、ピペッツの場合は自作の人造ポップだった 。男性の伴奏ミュージシャンたち（メンバーたちはピペッツの7人が一応それぞれ分かれた存在であることを強調しているが、この伴奏ミュージシャンたちには「カセッツ」という公称がある）はインタビューにもプロモーション写真にもほとんど登場せず、そのためボーカル担当の三人娘の役割が神秘的に見え、なおかつ目立って見えるという仕掛けになっている。この三人娘は水玉模様のドレスを着ており、ライブショーではお揃いの振り付けを演じるのが見所になっている。一方、カセッツは各人のイニシャルが入った黄色いタンクトップを着ていることがある。
初期はエレクトリック・ソフト・パレードのメンバーを含むラインナップで活動していたが、2004年中期には7人のメンバーがそれぞれ分かれた形態になり、今日に至る。2005年4月、結成者のジュリアが自身のプロジェクトであるインディケイツの活動に専心するために脱退。ジュリアの代わりに参加したのが、ピペッツのファン出身で元ウェールズ語・エレクトロポップ・ソロ・アーティストのグウェノーである。2005年、メンフィス・インダストリーズとの契約に先立ち、同レーベルのザ・ゴー!チームやザ・マジック・ナンバーズ、ブリティッシュ・シー・パワーといったバンドと共にツアーをおこなった直後、初回限定版のビニール盤3枚をリリース。デビュー・アルバム『ウィ・アー・ザ・ピペッツ』は、2006年7月17日に英国でリリースされ、全英アルバムチャート41位を獲得した。
米国のレーベルではインタースコープ・レコードの傘下であるチェリートゥリー・レコードと契約を結び、米国最大の音楽見本市サウス・バイ・サウスウェスト（SXSW）に連続出演した。2007年8月28日には北米でアルバムがリリースされる。これに先立って、2007年6月5日、EP『Your Kisses Are Wasted On Me』がリリースされ、ビルボードのホット100シングルス・セールス・チャートで5位を記録している。

### 2008年のメンバー交代 - 解散
2008年4月18日、ピペッツのMyspaceにて、ライオットベッキとローズが「他の音楽企画での活躍を期して」バンドを脱退し、その代わりにアンナ・マクドナルドとアニ・グラス（グウェノーの妹）が加入することが発表された。これによって、オリジナル・メンバー（ジュリア、ローズ、ライオットベッキ）は全員がピペッツから脱退したこととなる。新しいラインナップは5月にライブ・デビューを果たすも、11月にアンナ・マクドナルドが脱退してベス・エムブル＝ボウイにメンバー交代。しかし彼女も2009年後半には脱退してしまう。2010年、セカンド・アルバム『Earth vs. The Pipettes』をリリース。このアルバムの不振を受けて、2011年にグループは解散した。

## 他の活動
- ライオットベッキとローズとジュリアは、2005年のブレイクスの曲「Sometimes Always」にボーカルで参加している。アルバム『Give Blood』に収録。
- モンスター・ボビーは、ソロ・アルバム『Gaps』を2007年7月16日に英国でリリース。米国では同年7月17日にリリースされた。
- ピペッツのフォーラムやBBCラジオウェールズのDJアダム・ウォールトンによると、グウェノーは2007年リリース予定のソロ・アルバムに向けて始動中とされていた。このアルバムは、グウェノーの表現によると「ザ・ポスタル・サーヴィスのプロデュースによるエイス・オブ・ベイス」ということであった。

## メンバー

### 最終ラインナップ
- グウェノー (Gwenno) - ボーカル、キーボード (2005年-2011年) ※本名 : グウェノー・ソーンダーズ
- アニ・グラス (Ani Glass) - ボーカル (2008年-2011年) ※本名 : アニ・ソーンダーズ
- モンスター・ボビー (Monster Bobby) - ギター (2003年-2011年) ※本名 : ロバート・バリー
- ジョン (Jon Falcone) - ベース (2003年-2011年)
- セブ (Seb Falcone) - キーボード (2003年-2011年)
- アレックス・ホワイト (Alex White) - ドラム (2008年-2011年)

### 旧メンバー
- ライオットベッキ (RiotBecki) - ボーカル (2003年-2008年) ※本名 : レベッカ・スティーヴンズ
- ローズ (Rosay) - ボーカル、キーボード (2003年-2008年) ※本名 : ローズ・エリナー・ドゥーガル
- ジュリア (Julia Clark-Lowes) - ボーカル (2003年-2005年) ※本名 : ジュリア・クラーク＝ロウズ
- アンナ・マクドナルド (Anna McDonald) - ボーカル (2008年)
- ベス・エムブル＝ボウイ (Beth Mburu-Bowie) - ボーカル (2008年-2009年)
- マーク・ビーティ (Marc Beatty) - ベース (2003年)
- ジョー (Joe Van Moyland) - ドラム (2003年-2007年) ※別名 : ロビン・オブ・ロクスリー
- ジェイソン (Jason Adelinia) - ドラム (2007年-2008年)

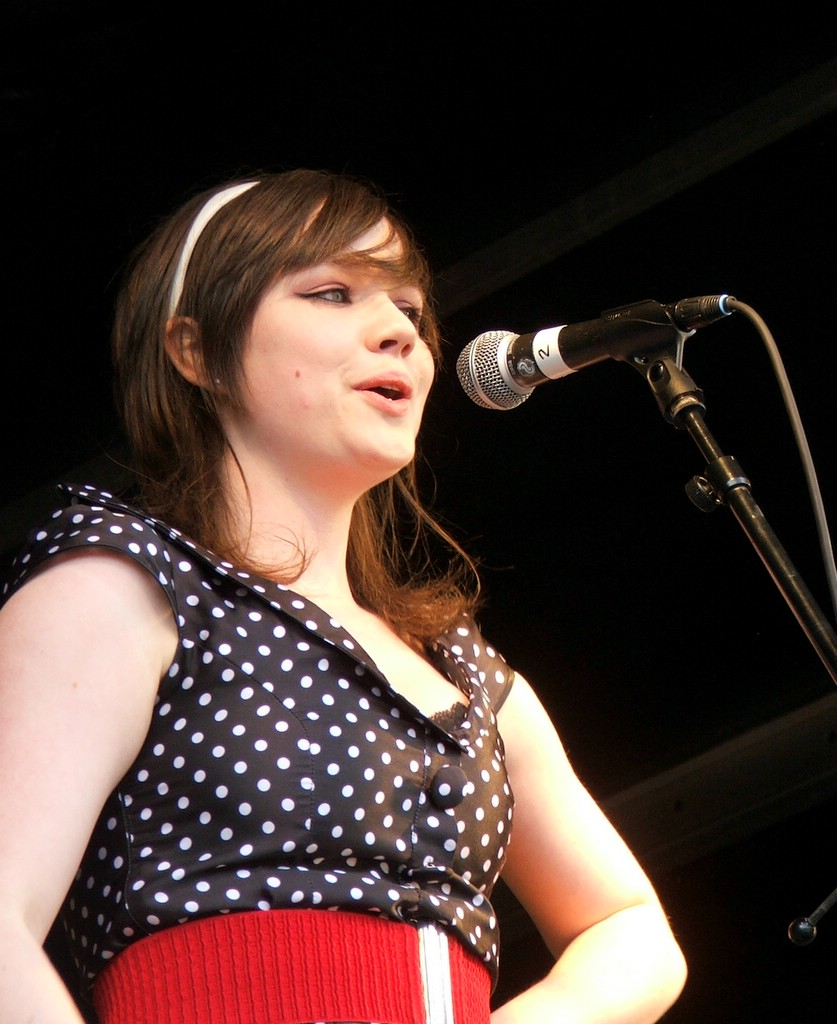
ローズ（2006年）
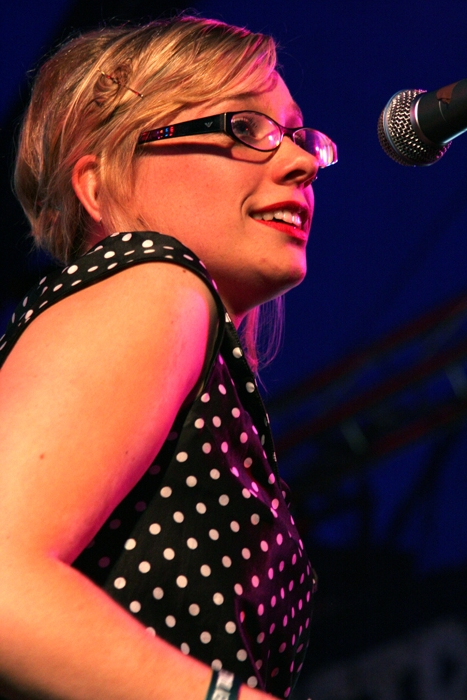
ライオットベッキ（2006年）
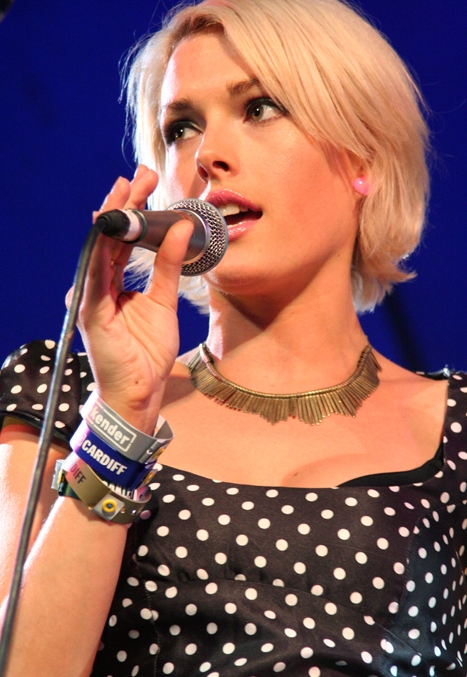
グウェノー（2006年）

## ディスコグラフィ

### スタジオ・アルバム
| 年   | タイトル                                       | チャート最高位 |
| 年   | タイトル                                       | 全英           |
| ---- | ---------------------------------------------- | -------------- |
| 2006 | ウィ・アー・ザ・ピペッツ - We Are the Pipettes | 41             |
| 2010 | Earth vs. The Pipettes                         | –              |

### シングル
| 年   | 曲名                                       | チャート最高位 | 収録アルバム             |
| 年   | 曲名                                       | 全英           | 収録アルバム             |
| ---- | ------------------------------------------ | -------------- | ------------------------ |
| 2004 | "Pipettes Christmas Single" *              | —              | アルバム未収録           |
| 2005 | "I Like a Boy in Uniform (School Uniform)" | —              | アルバム未収録           |
| 2005 | "ABC"                                      | —              | アルバム未収録           |
| 2005 | "Judy"                                     | —              | アルバム未収録           |
| 2005 | "Dirty Mind"                               | 63             | ウィ・アー・ザ・ピペッツ |
| 2006 | "Your Kisses Are Wasted on Me"             | 35             | ウィ・アー・ザ・ピペッツ |
| 2006 | "Pull Shapes"                              | 26             | ウィ・アー・ザ・ピペッツ |
| 2006 | "Judy" (re-recording)                      | 46             | ウィ・アー・ザ・ピペッツ |
| 2010 | "Our Love Was Saved by Spacemen"           | –              | Earth vs. Pipettes       |
| 2010 | "Stop the Music"                           | -              | Earth vs. Pipettes       |
| 2010 | "Call Me"                                  | -              | Earth vs. Pipettes       |
| 2011 | "Boo Shuffle"                              | –              | アルバム未収録           |

* 註:2004年12月のギグでは「In the Bleak Midwinter」という曲を含む限定盤のCDが200枚、通し番号つきで無料配布された。当時、この曲のアカペラ版が、Audiojunkiesにてダウンロード可能だった。

### EP
- Meet the Pipettes (2006年)
- Your Kisses Are Wasted on Me (2007年)

## 来日公演
- 2007年
  - 8月9日 原宿アストロホール
  - 8月11日サマーソニック07 東京
  - 8月12日サマーソニック07 大阪
  - 12月11日 恵比寿リキッドルーム
  - 12月12日 名古屋クラブダイアモンドホール
  - 12月13日 大阪心斎橋クラブクアトロ